# Trackshittaz

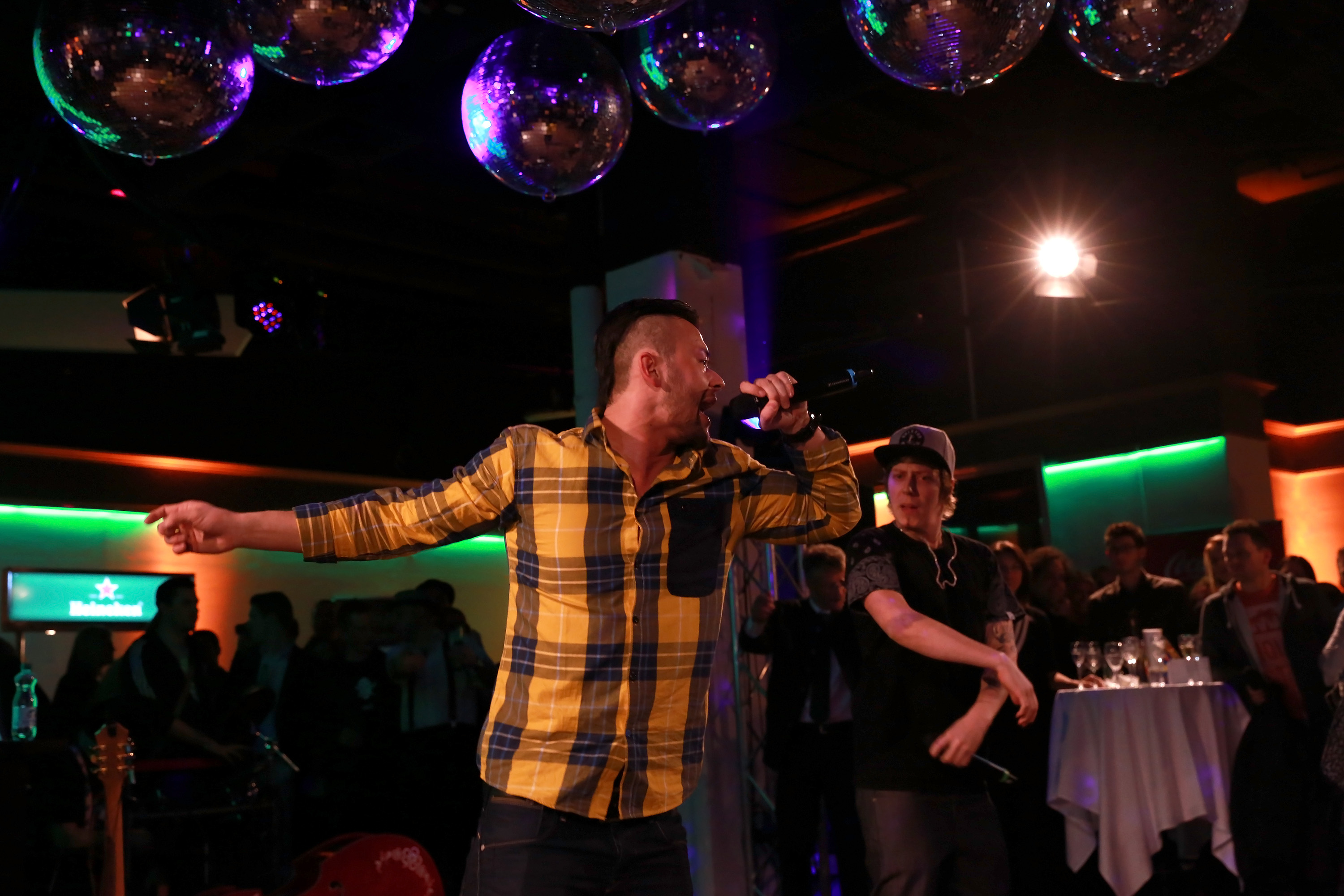
Trackshittaz (2014)

«Trackshittaz» — австрійський хіп-хоп дует, представник Австрії на Євробаченні 2012 року.

## Історія
Колектив створений 2010 року. До його складу входять Лукас Плехль і Мануель Гоффельнер. Музика виконавців цікава насамперед тим, що вона виконана мюльфертельским діалекті німецької мови — одним з різновидів центрально-баварських мов. Незважаючи на «молодість» групи, виконавці встигли випустити на даний момент чотири альбоми і кілька синглів, які неодноразово входили до топ-листи австрійських чартів.
На Євробаченні гурт виконав пісню «Woki Mit Deim Popo» у першому півфіналі конкурсу. За його результатами композиція не пройшла до фіналу.

## Дискографія

### Альбоми
- Oidaah pumpn muas‘s (2011)
- Prolettn feian längaah (2011)
- Traktorgängstapartyrap (2012)
- Zruck zu de Ruabm (2012)

### Сингли
- Oida taunz (2010)
- Guuugarutz (2011)
- Killalady (2011)
- Touchdown (2011)
- Grüllarei (2011)
- Oida Chüüü (2011)
- Woki mit deim Popo (2012)